# Rio das Galinhas
O Rio das Galinhas é um curso de água do arquipélago de São Tomé e Príncipe, localizado no distrito de Lembá, ilha de São Tomé, corre para Oeste até encontrar o mar onde desagua na Ponta Diogo Vaz, depois de atravessar as localidades de Diogo Vaz, de Mulundo e de Santa Clotilde.